# Variété différentielle
En mathématiques, les variétés différentielles ou variétés différentiables sont les objets de base de la topologie différentielle et de la géométrie différentielle. Il s'agit de variétés, « espaces courbes » localement modelés sur l'espace euclidien de dimension n, sur lesquelles il est possible de généraliser une bonne part des opérations du calcul différentiel et intégral.
Une variété différentielle se définit donc d'abord par la donnée d'une variété topologique, espace topologique localement homéomorphe à l'espace ℝn. Les homéomorphismes locaux sont appelés cartes et définissent des systèmes de coordonnées locales. La structure différentielle est définie en exigeant certaines propriétés de régularité des applications de transition entre les cartes. Cette structure permet par exemple de donner une définition globale de la notion d'application différentiable, ou de champ de vecteurs avec ses courbes intégrales.
En revanche, à moins de munir la variété de structures supplémentaires (telle qu'une métrique riemannienne), les calculs de dérivées d'ordre 2, la notion de mesure d'une partie, n'admettent pas de généralisation naturelle.

## Définition par un atlas

Deux cartes locales et les applications de changements de cartes

### Cartes locales et atlas

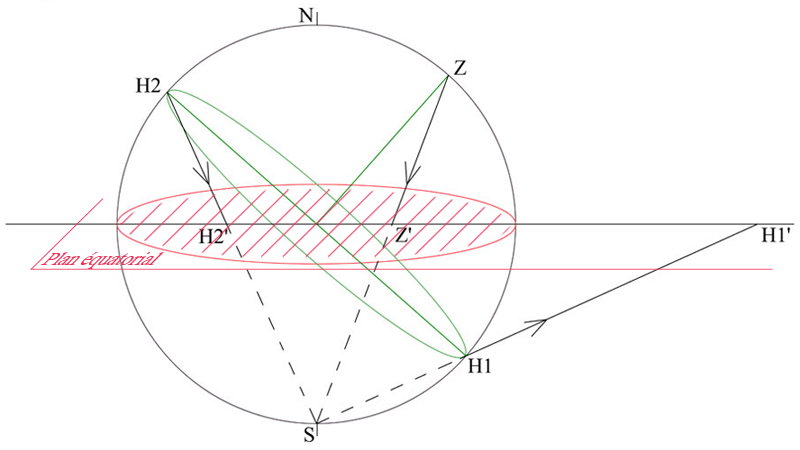
L'application de projection stéréographique définit une carte locale sur la sphère.

Une variété topologique M de dimension n est un espace topologique séparé à base dénombrable, tel que chacun de ses points admet un voisinage ouvert homéomorphe à un ouvert de l'espace topologique ℝn. Plus précisément :
{\displaystyle \forall x\in M}, il existe un voisinage ouvert {\displaystyle U_{x}} et un homéomorphisme {\displaystyle \varphi _{x}:U_{x}\longrightarrow \varphi _{x}(U_{x})\subset \mathbb {R} ^{n}.} On dit alors que {\displaystyle (U_{x},\varphi _{x})} est une carte locale de M.
Une famille de cartes {\displaystyle (U_{i},\varphi _{i})} qui recouvre (entièrement) M constitue un atlas de la variété M.
Un tel atlas est dit de classe Ck, 1 ≤ k ≤ +∞, si :
pour tous les indices i et j tels que {\displaystyle U_{i}\cap U_{j}\neq \varnothing }, l'application de changement de cartes
{\displaystyle \varphi _{i}\circ \varphi _{j}^{-1}:\varphi _{j}(U_{i}\cap U_{j})\to \varphi _{i}(U_{i}\cap U_{j})}
est un difféomorphisme de classe Ck, c'est-à-dire une bijection de classe Ck dont la bijection réciproque est aussi de classe Ck.

### Structure de variété différentielle
Deux atlas de classe Ck sur une même variété topologique M sont dits compatibles lorsque leur réunion est encore un atlas de classe Ck.
La relation de compatibilité ainsi introduite est une relation d'équivalence pour les atlas.
Les classes d'équivalence définissent la structure de variété différentielle : une variété différentielle (ou variété différentiable) de classe Ck est une variété topologique munie d'une famille d'atlas de classe Ck tous compatibles avec un atlas donné. Une variété lisse est une variété différentielle de classe C∞.
Dans chaque classe d'équivalence existe un représentant privilégié, l'atlas maximal, obtenu en considérant toutes les cartes compatibles avec l'atlas initial.
Les exemples les plus classiques de variétés différentielles sont les ouverts de l'espace euclidien ℝn, la sphère de dimension n, le tore de dimension n, les espaces projectifs réels ou complexes.

### Variantes
On obtient une variété analytique en exigeant que les applications de changements de cartes soient des fonctions analytiques.
La géométrie complexe étudie les variétés analytiques complexes (ou variétés complexes), définies de façon analogue sur le corps des complexes, avec des applications de changement de cartes qui sont biholomorphes.
Il est possible d'étudier des variétés modelées sur des espaces vectoriels de dimension infinie, comme les variétés de Banach ou de Fréchet.
Enfin on peut aussi changer les hypothèses formulées sur le modèle local, par exemple en introduisant la notion de variété à bord, modelée sur les ouverts d'un demi-espace.

## Applications différentiables

### Définition
La différentiabilité d'une fonction f entre deux variétés différentielles M et N se définit en procédant à la lecture de f dans des cartes locales au voisinage de chaque point.
Formellement, on considère deux variétés M et N de classe Ck et un entier j inférieur à k. Une application f : M → N est dite de classe Cj quand, pour tout point m de M, on peut trouver une carte locale {\displaystyle (U,\phi )} de M contenant m et une carte locale {\displaystyle (V,\psi )} de N contenant n = f(m) telles que
{\displaystyle \phi (f^{-1}(V)\cap U)} est un ouvert et {\displaystyle f_{\phi ,\psi }=\psi \circ f\circ \phi ^{-1}} est de classe Cj de {\displaystyle \phi (f^{-1}(V)\cap U)} dans {\displaystyle \psi (V)}.
Si on considère de nouvelles cartes locales, la régularité des applications de changement de cartes assure que les fonctions {\displaystyle f_{\phi ',\psi '}} correspondantes seront régulières, ce qui montre la cohérence de la définition.
Il est un peu plus délicat de définir la notion de différentielle d'une application différentiable, puisque cela demande d'introduire au préalable les vecteurs tangents. Cependant, le rang de la différentielle de {\displaystyle f_{\phi ,\psi }} au point m ne dépend pas des cartes choisies. On parle notamment d'immersion si ce rang est égal en tout point à la dimension de M, de submersion s'il est égal en tout point à la dimension de N.

### Variétés isomorphes
La composée d'applications de classe Cj entre deux variétés, quand elle existe, est de classe Cj.
Les variétés différentielles de classe Ck forment une catégorie dont les morphismes sont les applications de classe Ck.
Deux variétés différentielles M et N de classe Ck sont isomorphes lorsqu'il existe un Ck-difféomorphisme de M dans N (c'est-à-dire une application bijective de classe Ck ainsi que sa réciproque).
Du point de vue du calcul différentiel, il est possible d'identifier deux variétés isomorphes.
La géométrie différentielle a pour objet premier l'étude des structures différentielles modulo la relation d'isomorphisme.
L’ensemble des isomorphismes forme un groupe topologique dont les composantes connexes sont les difféotopies (ou homéotopies dans le cas k=0) qui constituent le mapping class group de la variété.

### Existence et unicité de structures différentielles
Alors que la théorie des variétés différentielles est foncièrement différente de celle des variétés topologiques, le degré de différentiabilité utilisé est sans importance autre que technique. On a en effet le théorème :

Soient k1 ≤ k2 dans (ℕ\{0})∪{∞, ω} (ω pour analytique). Toute variété de classe Ck1 est Ck1-difféomorphe à une variété de classe Ck2. Si deux variétés de classe Ck2 sont Ck1-difféomorphes, alors elles sont Ck2-difféomorphes.
Ce théorème s'interprète naïvement en disant qu'on peut retirer d'un atlas Ck1 des cartes qui se recollent mal (dont les applications de changement de carte ne sont pas de classe Ck2). On obtient alors un atlas avec moins de cartes, mais de classe Ck2. À l'extrême s'il ne reste plus qu'une seule carte dans l'atlas (la variété étant alors homéomorphe à un ouvert de ℝn), l'atlas est analytique.
On connaît au contraire des variétés topologiques qui admettent plusieurs structures différentielles non isomorphes. Le premier exemple, découvert en 1956 par John Milnor, est la sphère de dimension 7 (voir l'article « Sphère exotique »). Il existe par ailleurs des variétés topologiques qui n'admettent aucune structure différentielle.
Les questions d'existence et d'unicité ne se posent qu'à partir de la dimension 4, puisqu'une variété topologique de dimension inférieure à 3 possède une unique structure différentielle.
La dimension 4 est la première dimension pour laquelle l'existence et l'unicité sont mises en défaut.
Cette dimension joue à plusieurs égards un rôle particulier : on sait ainsi que pour toute valeur de n différente de 4, l'espace ℝn possède une unique structure différentiable, alors qu'il existe une infinité non dénombrable de structures non isomorphes sur ℝ4 (voir l'article ℝ4 exotique (en)). En toute dimension autre que 4, une variété topologique compacte possède au plus un nombre fini de structures différentielles non isomorphes. Ces découvertes reposent sur une succession de travaux publiés entre 1982 et 1987. En 1982, Michael Freedman établit la classification des variétés topologiques compactes simplement connexes de dimension 4. L'année suivante, Simon Donaldson montre que les structures différentielles sont soumises à des contraintes beaucoup plus fortes ; il découvre également de nouveaux invariants de la structure différentielle. Ces travaux sont exploités pour montrer l'existence de structures exotiques sur ℝ4 : Clifford Taubes montre même en 1987 qu'il en existe une infinité non dénombrable, représentée sous la forme d'une famille à deux paramètres.

### Sous-variétés, plongements

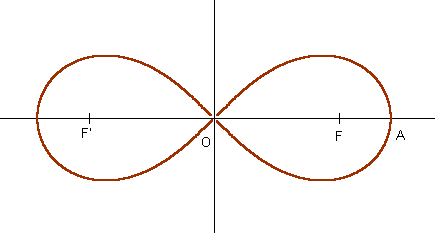
La lemniscate n'est pas une sous-variété du plan, car elle a un point double. On peut la voir comme l'image d'un cercle par une immersion, mais pas un plongement.

Soit M une variété différentielle et {\displaystyle {\mathcal {A}}} son atlas maximal de classe Ck. Une partie N de M est une sous-variété différentielle de codimension d, si N en est une sous-variété topologique de dimension n – d et si N respecte l'atlas {\displaystyle {\mathcal {A}}} au sens suivant
Au voisinage de chaque point x de N, il existe une carte locale {\displaystyle (U,\varphi )\in {\mathcal {A}}} pour laquelle
{\displaystyle \varphi (U\cap N)=\varphi (U)\cap (\mathbb {R} ^{n-d}\times \{0\}^{d})}.
Autrement dit, un point p est dans N ssi les d dernières coordonnées de φ(p) sont nulles. La partie N est alors naturellement munie d'une structure de variété Ck de dimension n-d, induite par celle de M ; à savoir la classe de Ck-équivalence dans N de l'atlas formé par les cartes φ dont les d dernières coordonnées s'annulent sur N.
Tout ouvert d'une variété est une sous-variété de codimension 0.
Certaines courbes et surfaces classiques du plan ou de l'espace forment des sous-variétés, mais pas toutes, par exemple à cause de l'existence de points multiples. Si la courbe ou la surface est définie de façon paramétrique, on peut donner des conditions suffisantes sur l'application de paramétrage pour que l'image soit une sous-variété, ce qui conduit à la notion générale de plongement. On peut aussi donner des conditions pour qu'une courbe ou surface définie par une ou des équations soit une sous-variété. L'équivalence locale entre ces différents points de vue est donnée par le théorème des fonctions implicites.
De façon générale, un plongement permet d'inclure une variété dans une autre en respectant la structure différentielle. Une application p d'une variété X dans M est appelée plongement quand p est une immersion et un homéomorphisme sur son image Y = p(X). Dans ce cas, Y est une sous-variété de M. Le théorème de plongement de Whitney montre que toute variété différentielle peut être plongée dans un espace ℝp pour un p suffisamment grand, c'est-à-dire que toute variété peut être vue comme sous-variété d'un tel espace vectoriel.
On dispose d'une généralisation de la définition d'une sous-variété par équation. Si f : M → N est une submersion entre les variétés différentielles M et N, et si n appartient à N, alors l'image réciproque f−1({n}) est une sous-variété de codimension égale à la dimension de N.
Notamment, les sous-variétés de codimension 1 sont appelées hypersurfaces de M. Elles peuvent être obtenues, localement, comme images réciproques pour des fonctions numériques définies sur M et sans point critique.

## Calcul différentiel sur une variété

### Vecteurs tangents et différentielle d'une application
On peut définir de façon relativement simple la notion de vecteur tangent à une sous-variété de ℝp, et cette définition donne des vecteurs de l'espace ambiant. Cependant, il est utile et important de disposer d'une construction qui ne fasse pas intervenir de plongement, mais qui soit valable au niveau des variétés abstraites.
Un mode de définition possible est basé sur la relation de tangence entre les courbes.
On peut, par lecture dans une carte locale, définir la notion de courbes tangentes en un point m de la variété M. Les vecteurs tangents en m à la variété sont alors les classes d'équivalence pour cette relation. Ils forment un espace vectoriel TmM qui a la même dimension n que M.
La réunion disjointe de tous les espaces tangents TmM pour m appartenant à M forme une variété TM de dimension 2n, appelée fibré tangent à la variété. L'espace TM possède une structure de fibré vectoriel de base M. Cependant cette construction engendre une perte de différentiabilité : si M est de classe Ck+1, le fibré tangent est de classe Ck.
On peut ensuite définir la différentielle d'une application différentiable f entre deux variétés M et N. On note m un point de M et n son image ; alors la différentielle Tmf de f au point m est une application linéaire de l'espace tangent TmM vers TnN. Pour la définir, on réintroduit les applications fϕ, ψ représentant la fonction f lue dans des cartes locales, et on en prend la différentielle au point ϕ(m) correspondant à m. Une nouvelle fois, l'objet ainsi construit est indépendant des cartes utilisées.

### Le problème de la dérivation
Si on dispose uniquement d'une structure différentielle, le calcul différentiel ne peut plus être mené à tout ordre de dérivation. Pour une fonction numérique définie sur la variété, il existe des notions naturelles de dérivée directionnelle et de différentielle. En revanche, il n'est pas possible de dériver à nouveau. En effet cela demanderait d'être capable de comparer les valeurs d'un champ de vecteurs en deux points voisins, or ces valeurs appartiennent à deux espaces tangents distincts entre lesquels il n'y a pas d'isomorphisme canoniquement défini. Ceci explique que la notion de hessienne d'une fonction n'est pas définie en général (sauf aux points critiques).
Sans ajout de structure supplémentaire, seules les formes différentielles disposent d'un opérateur différentiel naturel : la dérivation extérieure.
Il existe différentes façons de surmonter cette difficulté, moyennant un choix supplémentaire : d'une part la dérivée de Lie qui consiste à dériver « le long du flot » donné par un champ de vecteurs. Et d'autre part, le choix d'une connexion, c'est-à-dire d'un mode de dérivation respectueux de l'idée de covariance. Un cas très fréquent est celui où l'on se dote d'une métrique riemannienne, à laquelle est canoniquement associée une connexion (connexion de Levi-Civita) et donc un procédé de dérivation, valable à tout ordre.
Même en géométrie riemannienne, les opérateurs différentiels usuels ne possèdent pas pour autant une extension univoque. Ainsi il existe plusieurs généralisations couramment utilisées de l'opérateur laplacien. Ils partagent le même symbole principal, et donc le même caractère d'opérateur elliptique. Il est possible de les relier les uns aux autres par des formules dites de Weitzenböck, qui font intervenir la courbure de la variété.